# Leucanopsis fassli
Leucanopsis fassli là một loài bướm đêm thuộc phân họ Arctiinae, họ Erebidae.